# Mosfiloti
Mosfiloti (griechisch Μοσφιλωτή, türkisch Mosfiloti) ist ein Ort im Bezirk Larnaka in Zypern. Bei der letzten amtlichen Volkszählung im Jahr 2021 hatte der Ort 1470 Einwohner.

## Lage

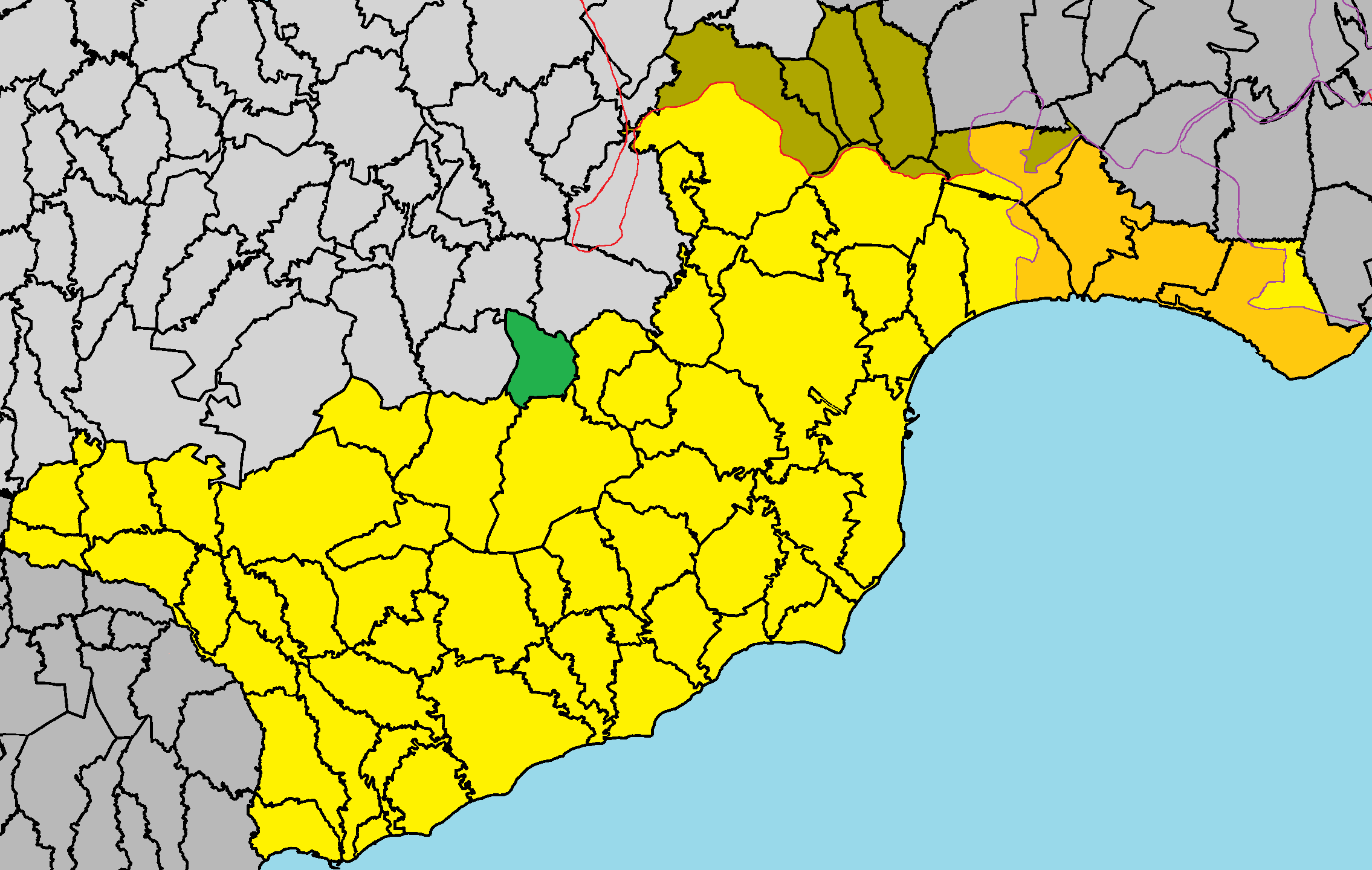
Lage der Gemeinde im Bezirk Larnaka

Mosfiloti liegt in der östlichen Mitte der Insel Zypern auf 250 Metern Höhe, etwa 24 km südlich der Hauptstadt Nikosia, 16 km westlich von Larnaka und 44 km nordöstlich von Limassol.
Der Ort befindet sich etwa 18 km vom Mittelmeer entfernt im Küstenhinterland östlich des Troodos-Gebirges. Er liegt an der Autobahn 1 und an der B1, welche beide von Nikosia bis nach Limassol führen. Im Norden und Nordosten verläuft der Fluss Tremithos und im Norden liegt ein Stausee, das Lympia Reservoir. Westlich und nördlich beginnt der Bezirk Nikosia.
Orte in der Umgebung sind Alampra und Lympia im Norden, Psevdas und Agia Anna im Osten, Pyrga im Süden, Kornos im Südwesten sowie Sia im Westen.